# Стрелиция хвостатая
Стрели́ция хвоста́тая (лат. Strelitzia caudata) — многолетнее древовидное растение, вид рода Стрелиция (Strelitzia) семейства Стрелициевые (Strelitziaceae).

## Название
Ботаническое родовое название дано в честь принцессы Шарлотты Мекленбург-Стрелицкой, супруги британского короля Георга III, патронессы Королевских ботанических садов Кью. В нем сохранено исходное немецкое написание Strelitzia, но русскоязычное произношение является искаженным вариантом — по правилам немецкого языка оно читается как «Штрелиц», что отражено, например, в названии района Мекленбург-Штрелиц и города Нойштрелиц, находящихся на месте бывшего герцогства Мекленбург-Стрелиц. 
Видовое название caudata образовано от лат. cauda — хвост и суффикса лат. -ata, обозначающего наличие или владение чем-либо. Дано за характерный вырост нижнего лепестка в виде "хвоста", который продолжает форму наконечника стрелы, сформированную двумя верхними лепестками. Этот признак впервые был отмечен у данного вида стрелиции, хотя позднее выяснилось, что подобное же строение имеют и лепестки стрелиции белой.
Среди бытовых названий в иностранных языках популярны "горная стрелиция" ((англ. mountain strelitzia)), "горный дикий банан" (англ. mountain wild banana), "трансваальский дикий банан" (англ. Transvaal wild banana)  или "белоцветковый дикий банан" (англ. white-flowered wild banana), данные за сходство внешнего вида растения с представителями рода банан и по историческому названию провинции ЮАР Трансвааль, где встречается растение. В русском языке более распространено научное латинское название.

## Ботаническое описание
Одна из трех древовидных стрелиций, напоминающая внешним видом крупные растения банана, с которыми ее часто путают. От стрелиции Николая отличается соцветием с одним прицветником-"клювом" вместо сложной структуры с несколькими вложенными друг в друга прицветниками. От стрелиции белой отличается окраской лепестков, которые имеют фиолетовый оттенок большей или меньшей степени насыщенности. Также произрастает преимущественно в гористой местности, в отличие от равнинно-прибрежного ареала остальных.
Многолетнее растение с многочисленными неразветвленными стеблями, около 6 метров в высоту и диаметром 10-15 см. С возрастом стебли одревесневают, сохраняя следы отмерших листьев. В прикорневой зоне часто формируются молодые отпрыски.
Листья собраны пучками на концах побегов, расположены супротивно в одной плоскости, образуя веер. Черешок розовый, листовая пластинка овальная, сужающаяся к основанию. В длину достигает 1,5-1,7 м. и около 0,8 м в ширину. Текстура плотная, кожистая, окраска от зеленой до сероватой. Под воздействием ветра с возрастом разрываются на узкие полоски вдоль вторичных жилок перпендикулярно центральной, превращаясь в бахрому.
Цветонос укороченный, практически отсутствующий, соцветия появляются из пазух листьев, перпендикулярно стволу. Соцветие уплотненное, обычно с 5 бутонами, заключенными в крупные прицветники-покрывала в форме веретена или "клюва". Прицветники одиночные, что является одним из самых явных отличительных признаков вида, тогда как у очень схожей по внешнему виду стрелиции Николая прицветники расположены по нескольку штук на цветоносе и как бы "вставлены" друг в друга. Окраска фиолетово-черная, часто с красноватым кантом. Длина около 30 см., высота 6,5 см., ширина - 3 см. В период цветения из прицветника выделяется большое количество слизистой субстанции, облегчающей высвобождение цветков. 
Цветки появляются поочередно. Чашелистики 16-20 см. длиной и 3 см. в ширину, белые, иногда с сиренево-фиолетовым оттенком у основания. Верхняя пара отделена и далеко отстоит от нижнего. Нижний чашелистик приблизительно такой же длины, ладьевидной формы с четко выраженным килем (ребром), который примерно посередине длины отделяется и формирует узкую "шпору" или "хвост" длиной 1,5-2,5 см. Лепестки светло сиренево-фиолетовые по всей длине или ближе к основанию. Два нижних длиной 12-15 см, у основания формирующих ладьевидное утолщение шириной 2-3 см., к вершине срастающихся в форме наконечника стрелы длиной 8-10 см., шириной 2 см., хвостовые доли округлые, 5-6 см. длиной и 0,7-0,8 см. шириной. Верхний лепесток овальной формы, 2,5-3,5 см. длиной, включая заостренный кончик, и 1-1,2 см.  шириной. Тычинки длиной 3-4 см., пыльники в длину от 6 до 9 см. Пестик достикает 16-17,5 см., включая рыльце. Завязь неправильно треугольной формы.
Плод — жёсткая одревесневающая коробочка, 5-7 см. длиной и 2-3 см. диаметром, раскрывающаяся с верхушки по средним линиям стенок камер.
Семена округлые, окрас колеблется от чёрного до коричневого; с ярким оранжевым ворсистым присемянником.
Количество хромосом 2n = 14.

## Распространение и экология
Стрелиция хвостатая имеет достаточно обширный ареал в южной части Африки от Свазиленда и провинции Мпумаланга в ЮАР до Восточного Нагорья в Зимбабве, покрывая гористые пространства Афротропики. В Красной книге южноафриканских растений вид имеет статус Least Concern (находящийся под наименьшей угрозой).
В природе цветение приходится на осенне-зимний период с мая по июль, когда в Южном полушарии наступает более прохладный сезон. Созревание плодов происходит летом, с ноября по февраль.
Основными опылителями считаются нектарницы, однако, участие конкретных видов в процессе опыления требует уточнения. Наблюдения показывают, что многие птицы являются просто "расхитителями" нектара, с удовольствием потребляя его в пищу, но не затрагивая при этом механизм передачи пыльцы. 

## Применение

### Применение в садоводстве
Стрелиция хвостатая может использоваться в качестве одиночного крупного объекта в ландшафтном дизайне средних и крупных садовых пространств.

## Классификация

### Таксономическое положение
|  |                                |  |                                                  |                                                  |                        |  | еще 7 семейств в порядке Имбирецветные (APG IV, 2016) | еще 7 семейств в порядке Имбирецветные (APG IV, 2016) |                                                    |  |  |  | еще 4 вида в роде Стрелиция (APG IV, 2016) |
|  |                                |  |                                                  |                                                  |                        |  | еще 7 семейств в порядке Имбирецветные (APG IV, 2016) | еще 7 семейств в порядке Имбирецветные (APG IV, 2016) |                                                    |  |  |  | еще 4 вида в роде Стрелиция (APG IV, 2016) |
|  |                                |  |                                                  | порядок Имбирецветные                            |                        |  |                                                       |                                                       | род Стрелиция                                      |  |  |  |                                            |
|  |                                |  |                                                  | порядок Имбирецветные                            |                        |  |                                                       |                                                       | род Стрелиция                                      |  |  |  |                                            |
|  | отдел Цветковые (APG IV, 2016) |  |                                                  |                                                  | семейство Стрелициевые |  |                                                       |                                                       | вид Стрелиция хвостатая                            |  |  |  |                                            |
|  | отдел Цветковые (APG IV, 2016) |  |                                                  |                                                  | семейство Стрелициевые |  |                                                       |                                                       |                                                    |  |  |  |                                            |
|  |                                |  | ещё 63 порядка цветковых растений (APG IV, 2016) | ещё 63 порядка цветковых растений (APG IV, 2016) |                        |  |                                                       | еще 2 рода в семействе Стрелициевые (APG IV, 2016)    | еще 2 рода в семействе Стрелициевые (APG IV, 2016) |  |  |  |                                            |
|  |                                |  |                                                  | ещё 63 порядка цветковых растений (APG IV, 2016) |                        |  |                                                       |                                                       | еще 2 рода в семействе Стрелициевые (APG IV, 2016) |  |  |  |                                            |

### Сорта и гибриды
Сведения о культивируемых сортах и гибридах стрелиции хвостатой отсутствуют.